# 第110师团 (日本陆军)
第110师团（だいひゃくじゅうしだん）是大日本帝國陸軍师团之一。

## 沿革
中国抗日战争爆发後的1938年（昭和13年）6月16日，在姫路留守的第10师团负责編成的特設师团。編成後，立即被派遣往华北并编入华北方面军作戰序列，在负责北京附近的警備的同时进行京广铁路沿線的治安作战。
太平洋战争開战後在北支那方面軍隷下参加華北地区各个作战。1942年（昭和17年）5月，步兵第140联队を第71师团に転用，改編为步兵3個联队制师团。
1944年（昭和19年）3月，編入第12軍战斗序列，参加豫湘桂会战第一段的豫湘桂会战，攻下洛阳市并负责占領後的警備任务。1945年（昭和20年）4月，在豫西鄂北会战中负责飞机场破坏作战，作战结束后返回洛陽，并在当地迎来終战。

## 师团概要

### 歴代师团長
- 桑木崇明 中将：1938年6月18日 -
- 飯沼守 中将：1939年12月1日 -
- 林芳太郎 中将：1942年8月1日 -
- 木村经广 中将：1944年7月18日 -

### 最終所属部隊
- 步兵第110联队（姫路）：中村武男大佐
- 步兵第139联队（姫路）：槇林太夫大佐
- 步兵第163联队（松江）：河野又四郎大佐
- 第110师团火炮隊
- 第110师团工兵隊：願念仙一大尉
- 第110师团輜重隊：尾崎真三大尉
- 第110师团通信隊：野村丰大尉
- 第110师团第1野战医院：清水三郎軍医少佐
- 第110师团第2野战医院：島義仁軍医大尉
- 第110师团病馬廠：清水保宽兽医大尉